# Вунгтау

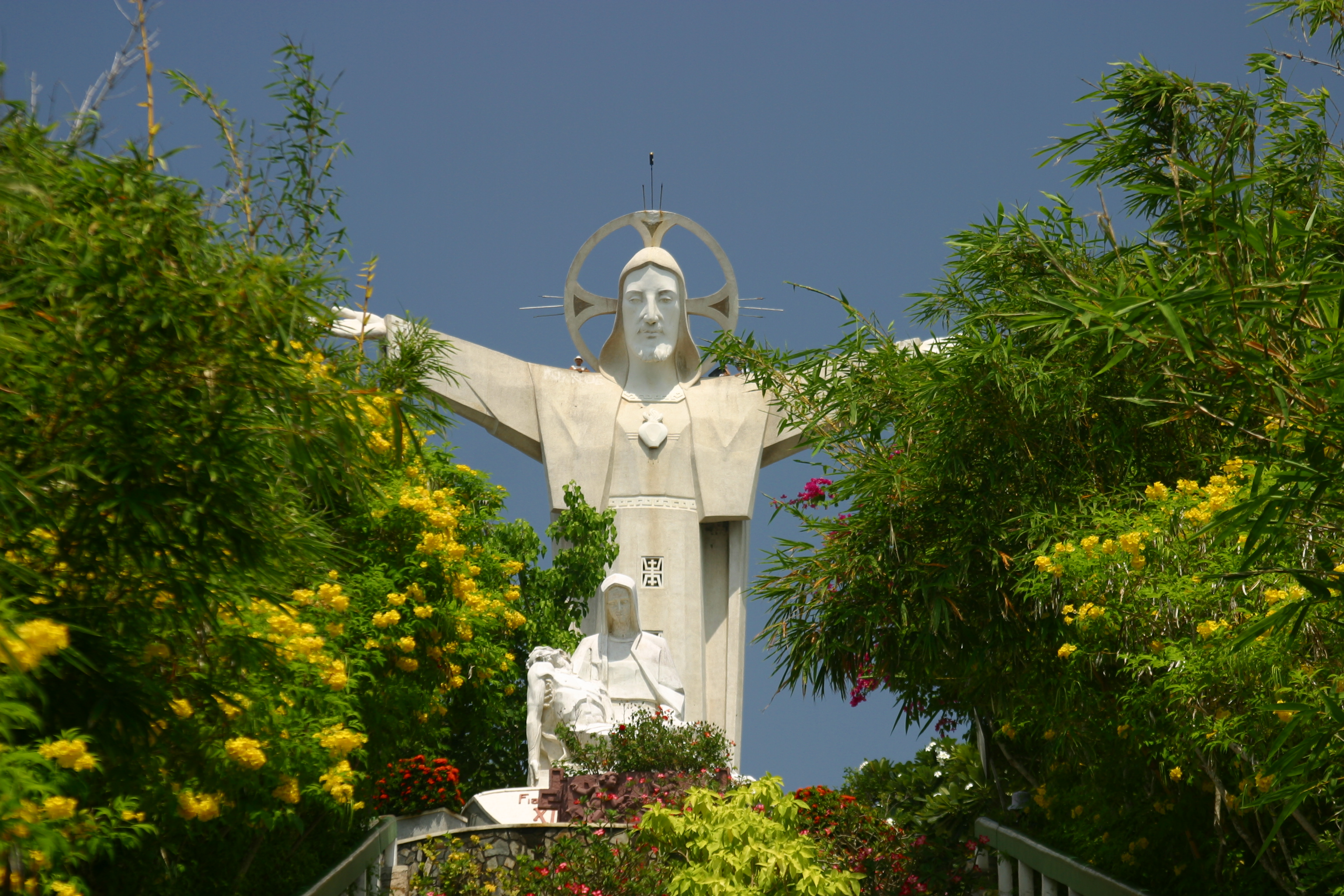
32-о метрова статуя Ісуса Христа у Вунгтау на горі Ньо (поставлена католицькою меншістю)

Вунгта́у (в'єт. Vũng Tàu) — місто у провінції Баріа-Вунгтау (Bà Rịa-Vũng Tàu), на півдні В'єтнама. Населення становить 240 тисяч чоловік, площа 140 км². Адміністративний центр провінції Баріа-Вунгтау.

## Клімат
Місто знаходиться у зоні, котра характеризується кліматом тропічних саван. Найтепліший місяць — квітень із середньою температурою 29.4 °C (85 °F). Найхолодніший місяць — січень, із середньою температурою 26.7 °С (80 °F).
| Клімат Вунгтау          | Клімат Вунгтау | Клімат Вунгтау | Клімат Вунгтау | Клімат Вунгтау | Клімат Вунгтау | Клімат Вунгтау | Клімат Вунгтау | Клімат Вунгтау | Клімат Вунгтау | Клімат Вунгтау | Клімат Вунгтау | Клімат Вунгтау | Клімат Вунгтау |
| Показник                | Січ.           | Лют.           | Бер.           | Квіт.          | Трав.          | Черв.          | Лип.           | Серп.          | Вер.           | Жовт.          | Лист.          | Груд.          | Рік            |
| Абсолютний максимум, °C | 31             | 32             | 32             | 36             | 35             | 36             | 33             | 33             | 32             | 32             | 32             | 31             | 36             |
| Середній максимум, °C   | 30             | 30             | 31             | 32             | 32             | 32             | 31             | 31             | 30             | 30             | 30             | 29             | 31             |
| Середня температура, °C | 26             | 27             | 28             | 29             | 28             | 28             | 28             | 28             | 27             | 27             | 27             | 26             | 28             |
| Середній мінімум, °C    | 23             | 25             | 25             | 26             | 25             | 25             | 25             | 25             | 25             | 25             | 24             | 23             | 25             |
| Абсолютний мінімум, °C  | 21             | 22             | 23             | 24             | 23             | 22             | 22             | 22             | 22             | 22             | 21             | 21             | 21             |
| Норма опадів, мм        | 0              | 0              | 20             | 10             | 230            | 230            | 230            | 250            | 210            | 240            | 60             | 20             | 1540           |
| Днів з дощем            | 0              | 0              | 2              | 1              | 5              | 13             | 13             | 14             | 11             | 12             | 5              | 1              | 82             |
| Вологість повітря, %    | 73             | 72             | 74             | 74             | 78             | 78             | 81             | 81             | 82             | 81             | 78             | 76             | 77             |
| ----------------------- | -------------- | -------------- | -------------- | -------------- | -------------- | -------------- | -------------- | -------------- | -------------- | -------------- | -------------- | -------------- | -------------- |
| Джерело: Weatherbase    |                |                |                |                |                |                |                |                |                |                |                |                |                |

## Транспорт
У місті знаходиться аеропорт Вунгтау.

## Міста-побратими
- Азербайджан, Баку